# NGC 3312
NGC 3312 is een spiraalvormig sterrenstelsel in het sterrenbeeld Waterslang. Het hemelobject werd op 26 maart 1835 ontdekt door de Britse astronoom John Herschel.

## Synoniemen
- IC 629
- ESO 501-43
- MCG -4-25-39
- AM 1034-271
- IRAS10346-2718
- PGC 31513